# Edersleben
Edersleben ist eine Gemeinde, die zur Verbandsgemeinde Goldene Aue, Landkreis Mansfeld-Südharz, Sachsen-Anhalt, Deutschland gehört.

## Geografische Lage
Edersleben liegt im sogenannten Rieth im unteren Helmetal. Durch den Ort führt die Bundesstraße 86 von Sangerhausen nach Artern. Östlich des Ortes verläuft die Eisenbahnlinie Sangerhausen-Erfurt.

## Geschichte
Zu Beginn des 9. Jahrhunderts wird Edersleben in einem Verzeichnis der Güter des vom Erzbischof Lullus († 786) von Mainz erbauten Klosters Hersfeld als Edieslebo urkundlich erwähnt. Bis 1815 gehörte Edersleben zum Kurfürstentum Sachsen und gelangte dann an den Regierungsbezirk Merseburg der preußischen Provinz Sachsen. Während des Zweiten Weltkrieges kam es zu keinen Kampfhandlungen in und um den Ort, jedoch stürzten diverse Flugzeuge in der Umgebung von Edersleben ab, so beispielsweise eine Bf-109 auf dem Sandberg. Insgesamt kamen 53 Edersleber als Soldaten im Krieg ums Leben. Von 1952 bis 1990 gehörte Edersleben zum DDR-Bezirk Halle.

## Wappen
Blasonierung: „In Blau zeigt den heiligen St. Bartholomäus im heiligen Gewand, mit der rechten Hand ein silbernes Messer erhebend und in der linken ein blaues Buch haltend.“
Die Farben der Gemeinde abgeleitet vom Wappen sind Weiß-Blau.

## Sehenswürdigkeiten

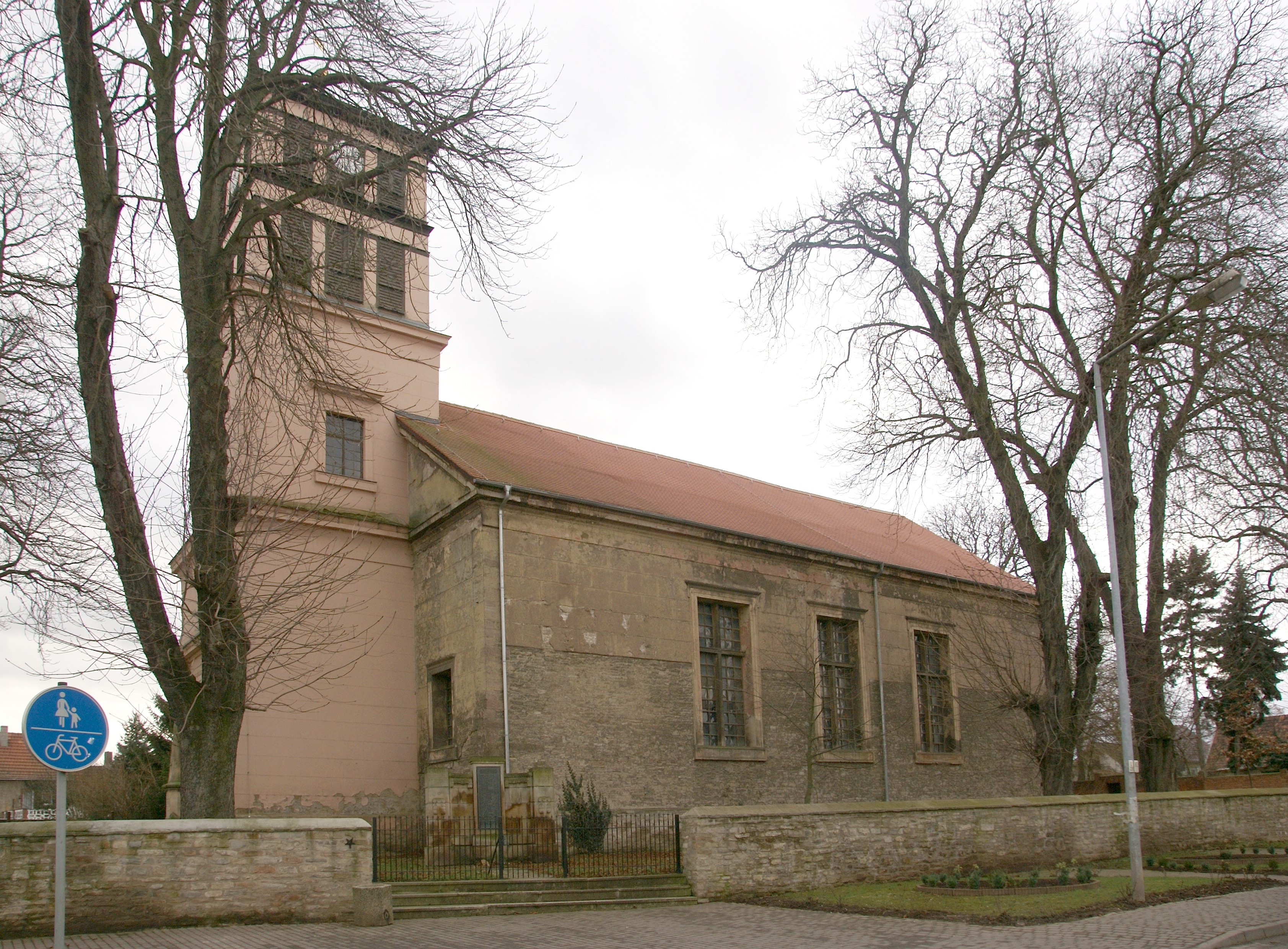
Dorfkirche Edersleben

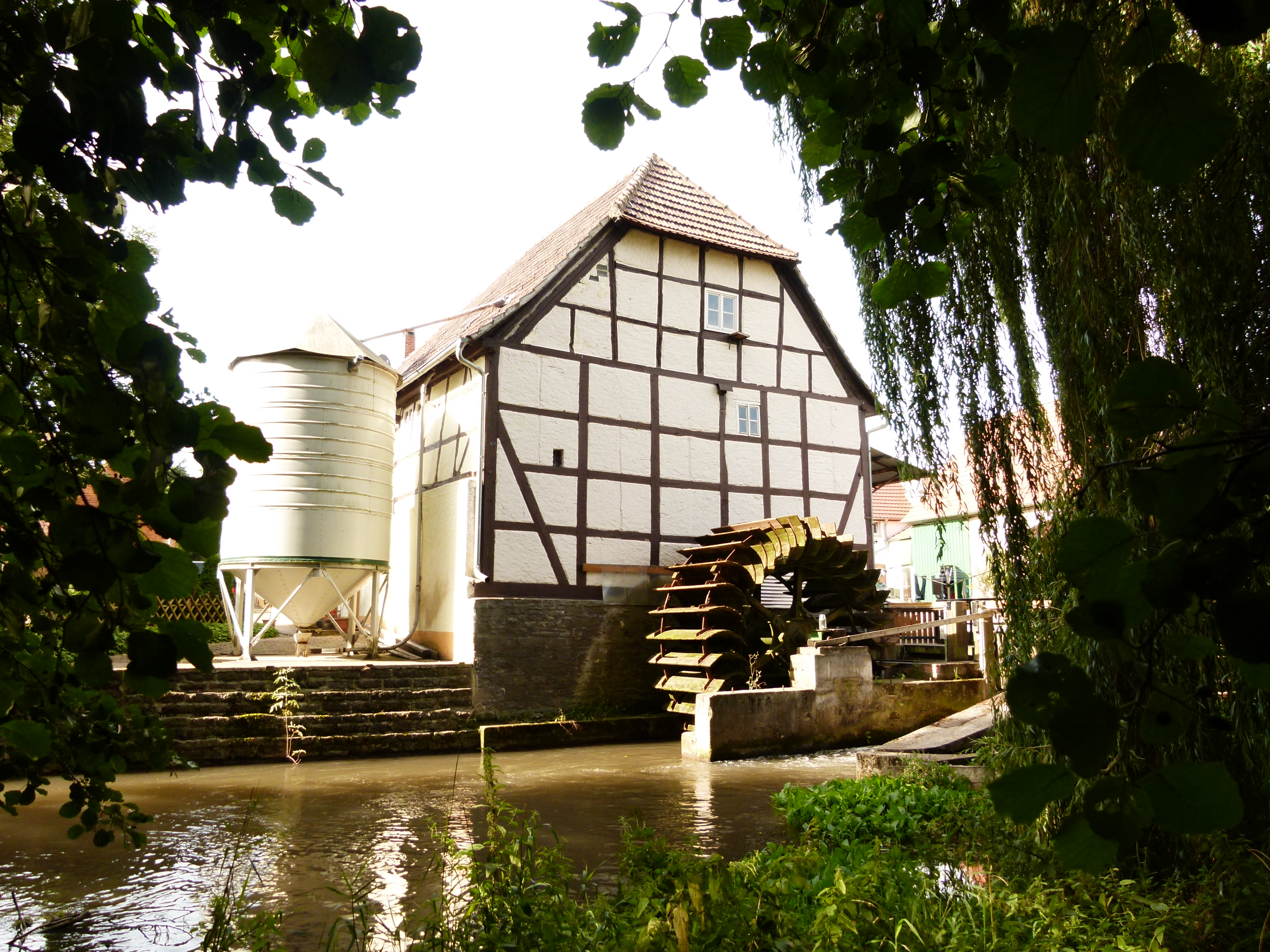
Obermühle Edersleben

- Nach Plänen Schinkels von 1827 bis 1830 erbaute Dorfkirche St. Bartholomäus.
- 1930 gefundenes Skelett eines etwa 475.000 Jahre alten Mammuts, jetzt im Spengler-Museum in Sangerhausen.
- Die 1430 erstmals erwähnte Obermühle kann als privates Mühlenmuseum besichtigt werden. Die historische Mühlentechnik ist voll funktionsfähig und seit 2008 besitzt die Mühle wieder ihr historisches Zuppinger-Wasserrad.

## Persönlichkeiten
- Christian Friedrich von Arnstedt (1737–1817), Landrat und Gutsbesitzer in Oberschlesien
- Otto Heidenreich (1902–1962), Politiker (NSDAP)